# Адачі Ґінко
Адачі Ґінко (安達 吟光, народився у 1853 році; активний близько 1870—1908) — японський художник, відомий передусім за свої роботи в стилі укійо-е. Представник школи Утаґава. Працював у різноманітних жанрах: виконував портрети акторів та красунь, книжкові ілюстрації, пейзажі, сатира. Створив велику кількість триптихів із зображенням тогочасних подій, включаючи Південно-західну війну та Японсько-цінську війну.
Дуже мало відомо про життя Адачі. Його ім'я при народженні — Адачі Хейшічі (安達 平七). Навчався у Ґоседа Хорью (五姓田 芳柳), який малював у західному стилі. Свої перші дереворити Адачі почав створювати не пізніше 1870 року, але ці роботи, які, швидше за все, зображали події війни Бошін, не збереглися. Перші ж збережені роботи датуються 1873 роком — це були портрети акторів (якушя-е) в стилі Тойохара Кунічіка. Спочатку Адачі підписувався псевдонімом Шьосецусай Ґінко (松雪斎 銀光), але вже у 1874 році почав використовувати своє творче ім'я — Адачі Ґінко.
28 лютого 1889 року у газеті «Тончі Кьокай» (頓智協会雑誌) було опубліковано карикатуру Ґінко. На ній митець обіграв триптих власного виконання, де зображувався імператор Мейджі, який отримує конституцію. На цій пародії Ґінко заміняє імператора скелетом, що було також грою слів, оскільки японське слово «скелет» (骸骨, ґайкоцу) співзвучне з іменем видавця газети, де було опубліковано карикатуру, Міятаке Ґайкоцу (宮武 外骨).

Контроверсія з конституцією Мейджі
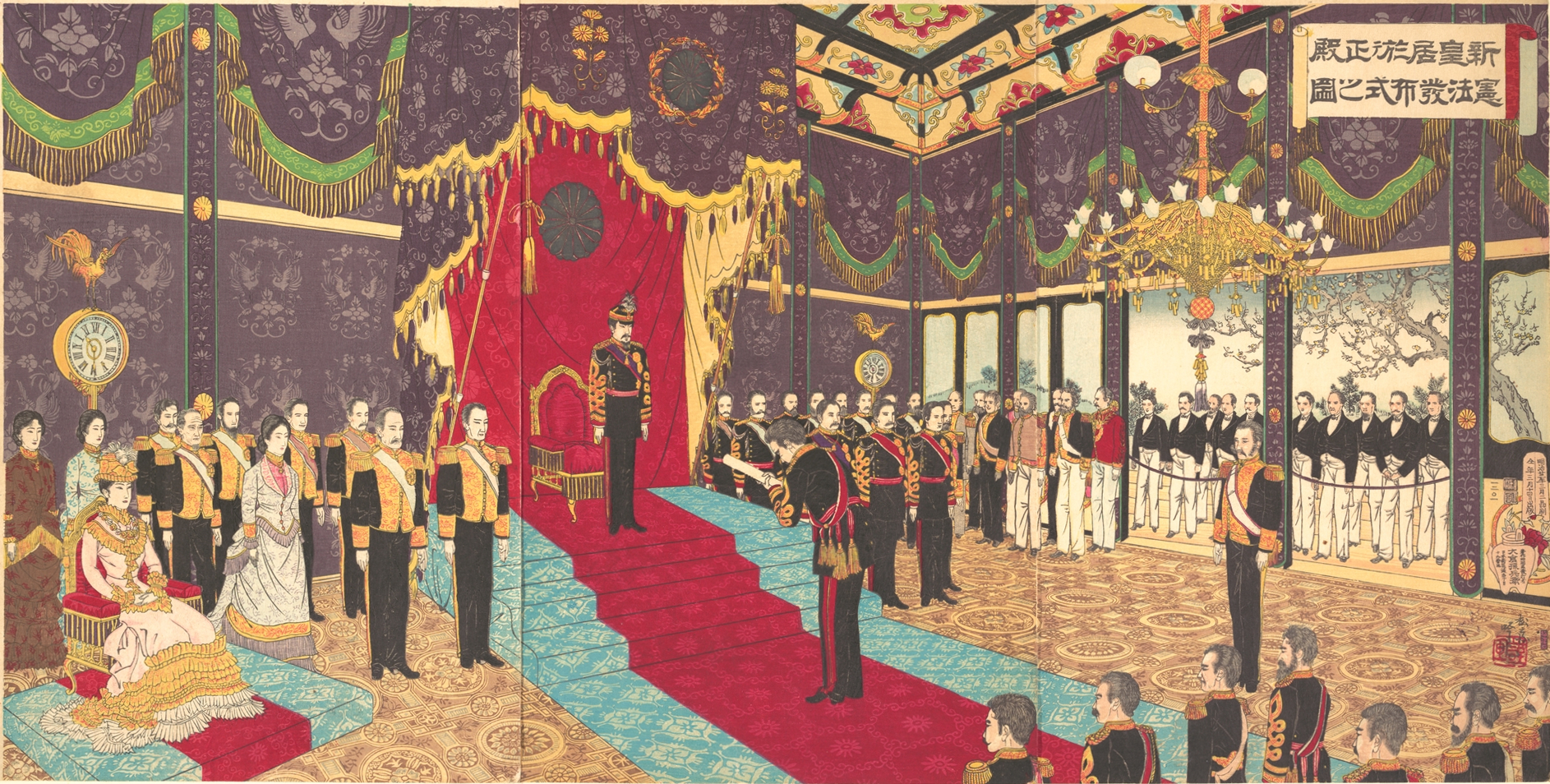
新皇居於テ正殿憲法発布式之図, 1889
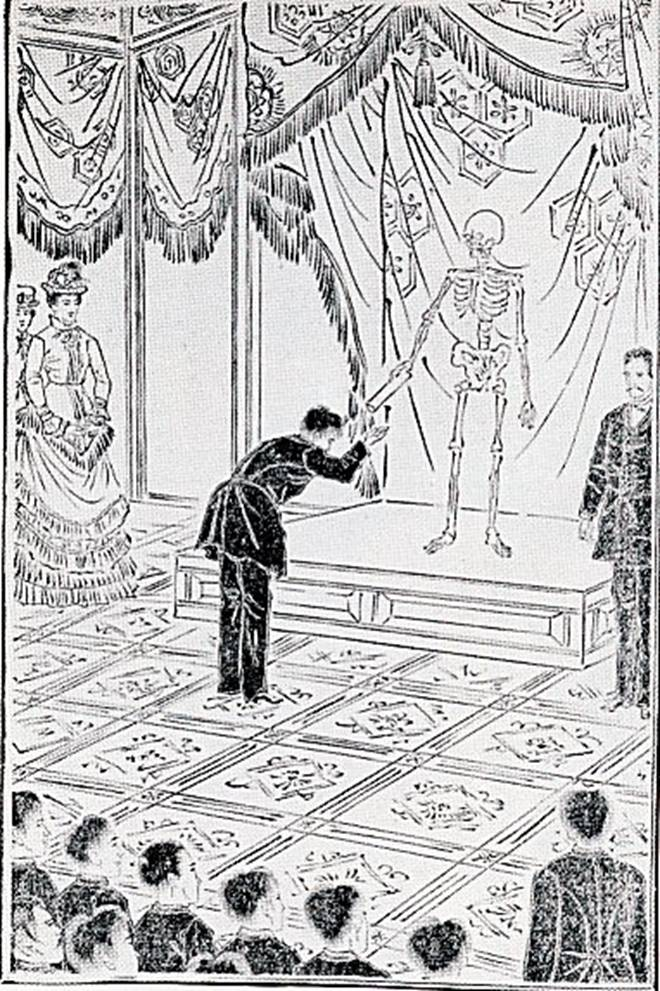
頓智研法発布式之図, 1889

У результаті контроверсії Ґінко ув'язнили на рік і він змушений був сплатити 50 єн штрафу. Міятаке провів у в'язниці три роки і його газету закрили. Після виходу на волю, Ґінко продовжував творити і його остання відома робота датується 1908 роком. Дата та місце смерті невідомі.